# УТД-20

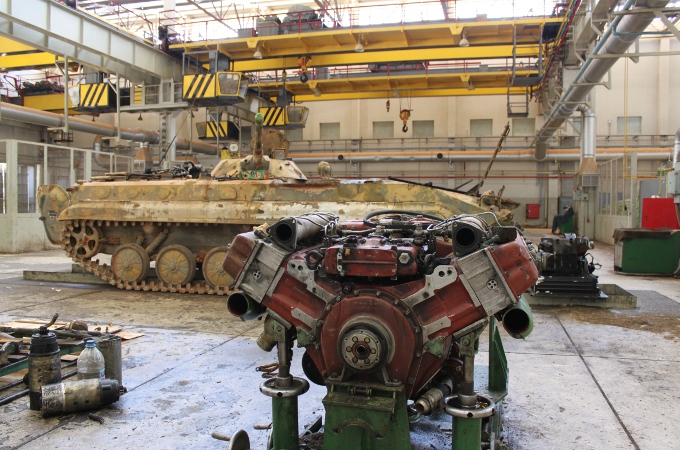
Двигатель УТД-20

УТД-20 — шестицилиндровый четырёхтактный бескомпрессорный дизель жидкостного охлаждения со струйным распылением топлива. Устанавливается на ряде моделей военной техники советского и российского производства (в частности БМП-1, БМП-2 и др.). Этот востребованный тип моторов применяется также и на тяжёлой спецтехнике.

## История создания
Двигатель УТД-20 имеет давнюю историю. Так, во времена войны, на заводе «Барнаултрансмаш» был запущен в массовое производство двигатель В-2 (размерность 15 х 18) на дизельном топливе. Затем в 50-60-х годах прошлого столетия на его основе была разработана серия унифицированных танковых двигателей, которые получили название УТД.
Основным в этой серии был мотор УТД четырёхтактного типа, который имел размерность 15 х 15. Уменьшение хода поршня снизило массу и увеличило литровую мощность за счёт роста номинальных оборотов. Также была уменьшена высота  V-образного двигателя. Конструкция имеет неразъёмный сухой картер, что обеспечивает надёжную смазку при большом продольном и поперечном крене бронемашины, повышает жёсткость. Коленчатый вал опирается на подшипники качения. В кривошипном механизме были зафиксированы шатуны[прояснить], что позволило сократить продольные габариты мотора.
Конфигурация камеры сгорания УТД изменилась по сравнению с В-2, но клапанный механизм сохранился прежним. Он имеет привод от шестерен цилиндрической конфигурации, более простых по конструкции. Такие шестерни показали свою высокую надежность, по сравнению со скошенными. Конструкторы представленного предприятия разработали прототипы двигателей на 12, 10, 8 и 6 цилиндров. Дальше были созданы модификации с большим количеством этих элементов. Причем разрабатывались как наддувные, так и безнаддувные разновидности.
Техпроцесс сборки двигателя УТД-20 претерпевал ряд изменений. В результате появились модификации с мощностью 150—1200 кВт. При этом удельный расход топлива составлял 240 г/кВт*ч. Двигатели устанавливались на бронированные самоходные машины. Их период эксплуатации составлял не менее 1000 часов. В депонированных коммерческих версиях этот показатель составлял 15-20 тыс. часов.

## Применение и модернизация
Самым востребованным в серии представленных моторов стала 6-цилиндровая модификация. Она нашла применение в боевой пехотной технике в машинах БМП-2 и БМП-1. Двигатель УТД-20 производился массово на заводах Чехословакии, в Барнауле и Токмаке.
Десятицилиндровый дизельный четырёхтактник был установлен на БМП-3. Исследования в области разработки представленных моторов привели к появлению многоцелевых высокоскоростных двигателей. Их мощность варьировалась в диапазоне 74-965 кВт. Эти вариации предназначены для установки в коммерческих автотранспортных средствах. Также их можно устанавливать в броневики. Они соответствуют ряду требований.

## Описание
Силовая установка на основе дизеля УТД-20 содержит следующие основные системы: система питания топливом, система питания воздухом, система смазки двигателя, система охлаждения, система подогрева, система воздушного пуска и механизм защиты двигателя от попадания воды (так как машины с данной силовой установкой в основном плавающие).
Этот мотор славится своей надежностью. В его конструкции предусмотрено жидкостное охлаждение. Впрыск топлива производится непосредственно. При этом представленный агрегат прост в эксплуатации. Он отличается длительным сроком эксплуатации. Ещё одним достоинством является неприхотливость к топливу, на котором может работать система (многотопливность). 
Применение на коленчатом валу подшипников качения вместо подшипников скольжения является отличительной особенностью представленного агрегата. Это техническое решение позволило упростить процесс эксплуатации мотора. Он стал надежнее.
Силовой агрегат имеет рабочий объём 15,9 л. Это наделяет дизельную установку замечательными тяговыми качествами. Поэтому мотор применяли на танковой технике и устанавливают и сейчас на грузовых автомобилях. С минимальными изменениями этот двигатель устанавливали на КамАЗе и прочей специальной автотехнике.
Модификация УТД-20С1 позволяет эксплуатировать мотор при температуре до −20 °С. Здесь конструкторы предусмотрели наличие бесфорсуночного факельного подогрева входящего потока воздуха. Так как мотор изготовлен из качественного металлического сплава, он может применяться в условиях повышенных нагрузок. Двигатель является устойчивым к перегреву.

## Технические характеристики
Двигатель УТД-20 шестицилиндровый V-образный. Два блока по три цилиндра находятся под углом 120° друг к другу. Корпус изготовлен из алюминия. Рабочий объём — 15,9 л.
При 2600 об/мин. двигатель имеет мощность 285—300 л. с.
На каждый цилиндр по 4 клапана. Ход поршня составляет 150 мм, диаметр цилиндра тоже 150 мм. Степень сжатия составляет 15,8. Агрегат способен работать на топливе ДЛ (в летнее время), ДЗ (в зимний период), ТС-1.
Двигатель УТД-20 расходует не более 175 г топлива в час на 1 единицу развиваемой мощности (л. с.), то есть является высокоэкономичным для своего назначения и эпохи, а также учитывая его конструктивную унификацию с более ранними двигателями семейства В-2. Удельный расход масла при 2200 об/мин — 8 г/л. с.ч.
Диапазон изменения эксплуатационных оборотов: 1500—2600 об/мин, минимально устойчивые обороты на холостом ходу — не более 700 об/мин.
Габаритные размеры (ДхШхВ) составляют 791х1150х748 мм (без вала отбора мощности).
Масса сухого двигателя 665 кг + 5 %.
Производителем гарантирована работа прибора в течение 500 ч. Это основные характеристики представленного прибора. Они определяют его область применения и особенности эксплуатации.
В системе применяется смазка М-16ИХП-3, МТ-16п или МТЗ-10п. Масла при полной заправке требуется около 58 л. При этом расход смазочного компонента составляет максимум 10,9 г/кВт*ч. В этом случае количество оборотов вала составляет 2200 об/мин.
Система имеет два типа пуска:
- Основной. Применяется сжатый воздух.
- Дополнительный. Используется электростартер.

Двигатель имеет автоматическую систему защиты от попадания воды. С помощью ручного привода клапан устанавливается в первоначальное положение.
| Рекомендуемые режимы работы двигателя УТД-20                                                                                  | Рекомендуемые режимы работы двигателя УТД-20 |
| --- | -------------------------------------------- |
| Работу двигателя контролировать по приборам, показания на которых на эксплуатационных режимах должны соответствовать заданным |                                              |
| Диапазон эксплуатационных оборотов двигателя                                                                                  | 1500-2600 об/мин                             |
| Рекомендуемое число оборотов                                                                                                  | 1800-2400 об/мин                             |
| Температура масла на выходе, °С                                                                                               |                                              |
| минимально допустимая | 55                                           |
| рекомендуемая | 80-100                                       |
| максимально допустимая без ограничения времени работы                                                                         | 120                                          |
| кратковременно-допустимая (не более 10 мин.)                                                                                  | 125                                          |
| Температура охлаждающей жидкости на выходе, °С                                                                                |                                              |
| минимально допустимая | 55                                           |
| рекомендуемая | 80-100                                       |
| максимально допустимая в случае заправки водой без ограничения времени работы                                                 | 120                                          |
| кратковременно-допустимая (не более 10 мин.)                                                                                  | 125                                          |
| в случае заправки антифризом                                                                                                  | 105                                          |
| Давление масла в двигателе, кгс/см²                                                                                           |                                              |
| на режиме 2200 об/мин при температуре масла на выходе 85°С                                                                    | 6-12                                         |
| при минимальном числе оборотов, не менее                                                                                      | 2                                            |
| допустимое при низких температурах масла, не более                                                                            | 13                                           |
| Максимально допустимый расход масла при работе под нагрузкой на скоростном режиме 2200 об/мин — 3,5 л/час                     |                                              |

## Модификации

### 5Д20
Двигатель 5Д20 является модификацией двигателя УТД-20 с минимальными конструктивными изменениями: уменьшена мощность (до 240 лс при 2400 об/мин) при этом увеличился удельный расход топлива (до 178 г/л. с.ч), уменьшена производительность водяного насоса до 16000 л/ч при 2400 об/мин. Никаких других отличий в основных технических данных данные двигатели не имеют. Существуют лишь мелкие конструктивные отличия: например на 5Д20- не ставится сапун блок-картера, а головка двигателя отличается тем, что вместо шпилек крепления выпускного коллектора в головку ввёрнуты резьбовые втулки, и прочие мелкие отличия. В остальном двигатель 5Д20 рассматривается в наставлениях и технических описаниях как двигатель УТД-20 с некоторыми отличиями, которые указывают отдельно. В основном данный двигатель устанавливается на боевые машины для Воздушно-десантных войск: БМД-1, БМД-2, БТР-Д и их варианты.

### УТД-20С1 (УТД-20С2 и т. д.)
Одной из самых удачных доработок стал мотор с предусмотренной системой объединённого слива горючего из системы форсунок. Этот силовой агрегат получил маркировку УТД-20С1. У него также был предусмотрен бесфорсунчатый факельный подогрев потока входящего воздуха. Также конструкция дополнялась двухсекционным фильтром для топлива. Это была одна из самых удачных доработок. Представленный двигатель впервые был введен в эксплуатацию в 1985 году.
Наличие обратки в представленной модели позволило полноценно подготовить его к зиме. Для этого с двигателя УТД-20С1 сливалось летнее топливо. Также появилась возможность проведения качественной консервации силового агрегата. Поэтому область применения этого мотора была гораздо шире.
У представленной модификации также появилась система подогрева горючего. Поэтому её применяли даже в зимний период. Однако иных существенных отличий представленная модификация не имела. При этом она оказалась более универсальной и простой в применении.
Как и УТД-20, двигатель УТД-20С1 представляет собой шестицилиндровый V-образный четырёхтактный бескомпрессорный дизель жидкостного охлаждения со струйным распыливанием топлива. Мощность от двигателя отбирается на силовую передачу с носка коленчатого вала через маховик, а на компрессор — с противоположного конца коленчатого вала через вал отбора мощности. Данные двигатели устанавливались на боевые машины пехоты БМП-2, БМО-1 и некоторые БМП-1.

### Другие модификации
Двигатель УТД-20 имеет и несколько иных модификаций. Они менее известны и имеют ограниченную область применения. Так, модель 3Д20 применяется на судах. Он работает на дизеле и имеет подвиды:
- С2 — в конструкции предусмотрен забортный насос для воды. В конструкции отсутствует вал отбора мощности.
- АС2 (или 3Д23) — не имеет в своей системе ВОМ и забортного насоса.
- ВС2 — в конструкции предусмотрены как насос, так и вал отбора мощности.
- ВС2-1 — с забортным водным насосом, но без ВОМ.
- 3Д23-01 — с насосом, но без вала.
- 3Д23-02 — есть вал и насос.

Ещё одной модификацией является силовой агрегат 1Д20. Это мотор, предназначенный для передвижных или стационарных электрических станций. Он производится на базе силового агрегата 5Д20. От последнего представленная модификация отличается особенностями настройки регулятора скорости. Это узел ТНВД всережимного типа, который предназначен для функционирования на постоянных оборотах 1500 шт/мин.
Представленная модификация уступает базовой модели по показателю мощности. Её номинальное значение составляет 150 л. с. При этом максимальное значение представленного показателя достигает 208 л. с. В конструкции не предусмотрено наличие низковольтного генератора.
Следующим поколением двигателей представленного типа стала модель УТД-29. Этот силовой агрегат устанавливается в БМП-3.

## Галерея

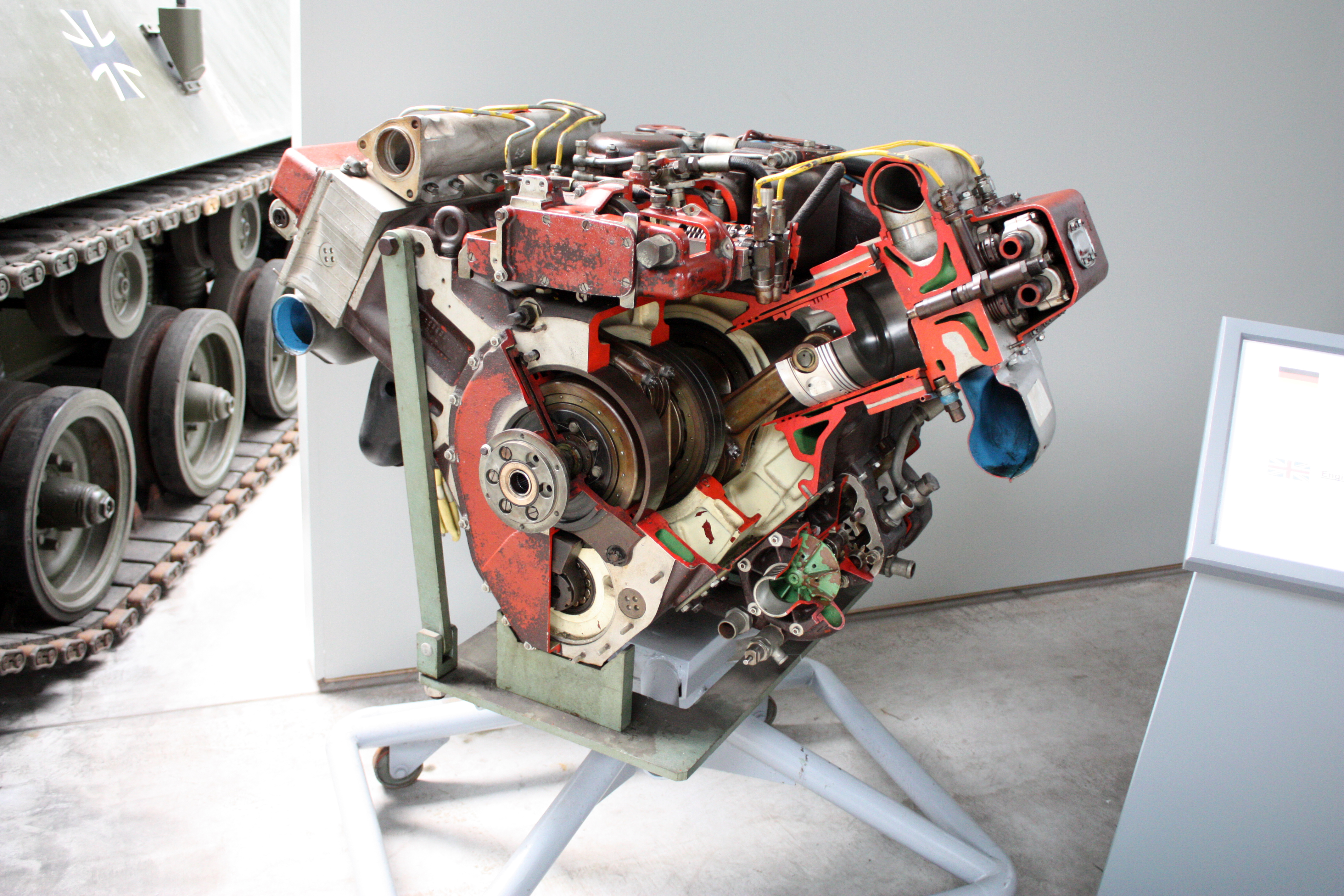
Дизель УТД-20
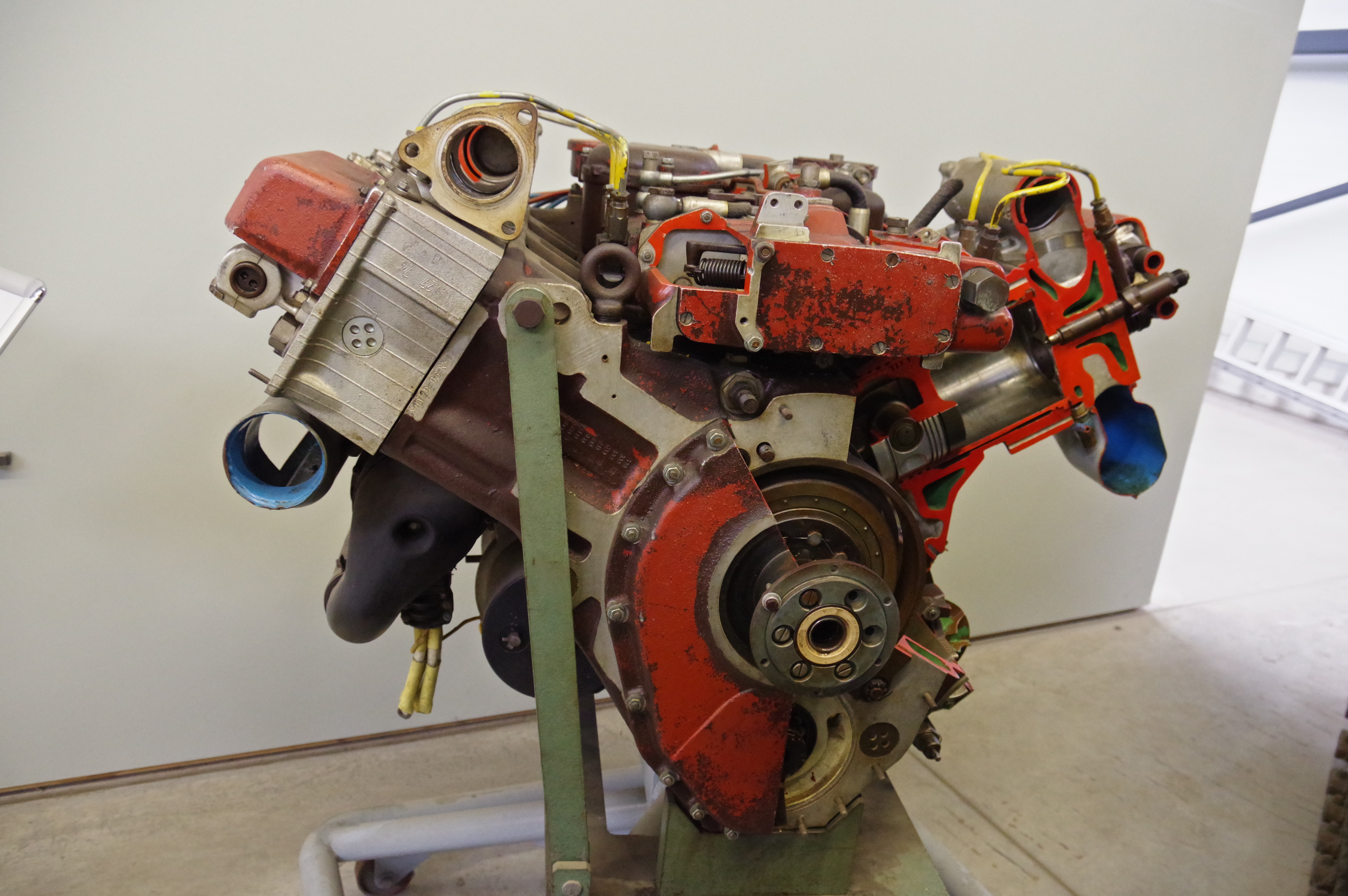
Дизель УТД-20
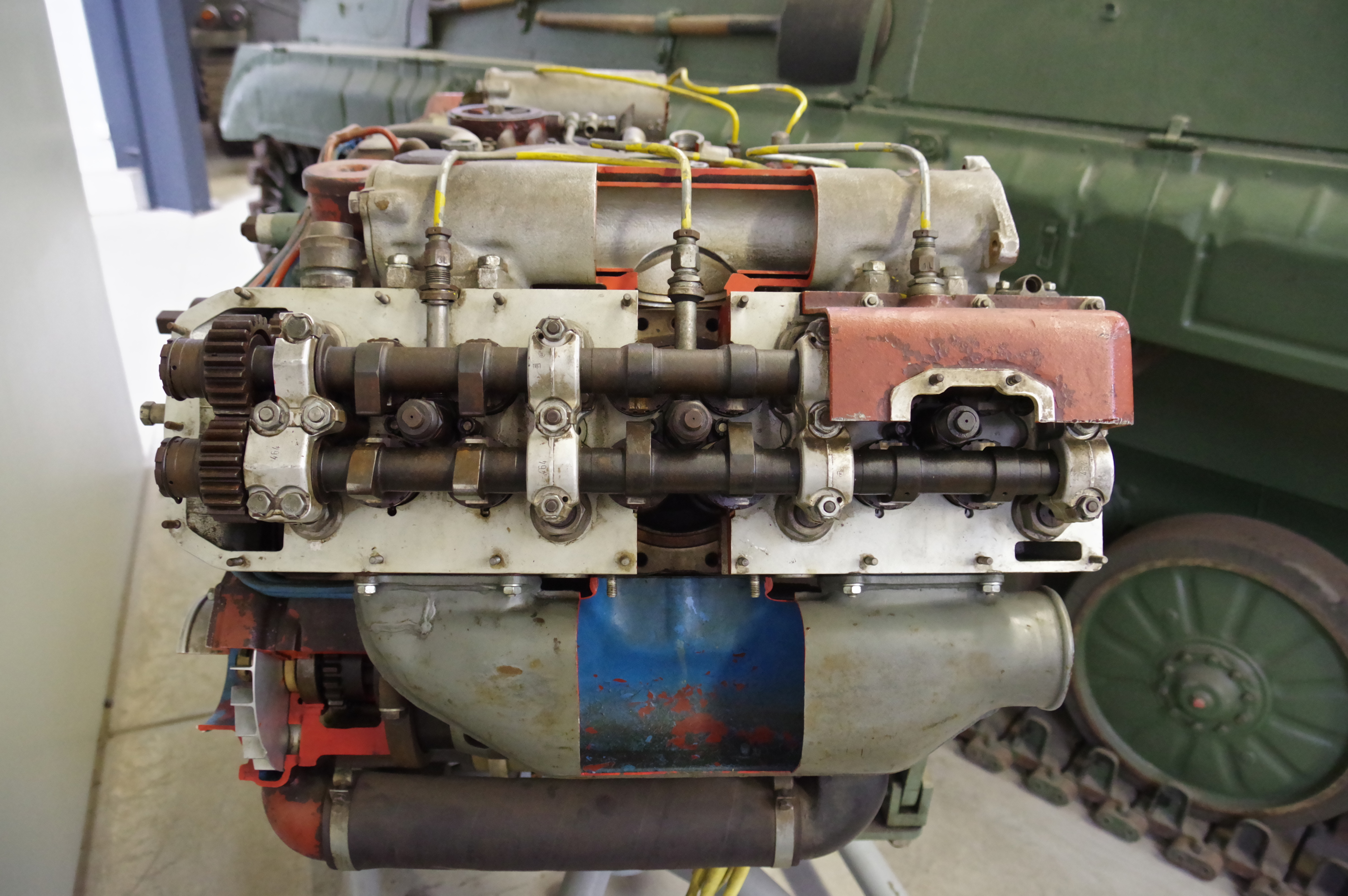
Дизель УТД-20